# Chaetopsylla hohuana
Chaetopsylla hohuana är en loppart som beskrevs av Lein Jih-ching et Weng Ming-hui 1996. Chaetopsylla hohuana ingår i släktet Chaetopsylla och familjen grävlingloppor. Inga underarter finns listade i Catalogue of Life.